# Kyle Rasmussen
Kyle A. Rasmussen (ur. 20 czerwca 1968 w Sonorze) – amerykański narciarz alpejski. Najlepsze wyniki w Pucharze Świata osiągnął w sezonie 1994/1995, kiedy to zajął 17. miejsce w klasyfikacji generalnej, w klasyfikacji zjazdu był szósty, a w klasyfikacji supergiganta był piąty. Najlepszym wynikiem Rasmussena na mistrzostwach świata było 14. miejsce w zjeździe podczas mistrzostw świata w Sierra Nevada. Zajął także 9. miejsce w zjeździe na Igrzyskach w Nagano.

## Sukcesy

### Puchar Świata

#### Miejsca w klasyfikacji generalnej
- 1990/1991 – 91.
- 1991/1992 – 72.
- 1992/1993 – 102.
- 1993/1994 – 43.
- 1994/1995 – 17.
- 1995/1996 – 43.
- 1996/1997 – 74.
- 1997/1998 – 87.

#### Miejsca na podium
1. Wengen – 21 stycznia 1995 (zjazd) – 1. miejsce
2. Kvitfjell – 10 marca 1995 (supergigant) – 3. miejsce
3. Kvitfjell – 11 marca 1995 (zjazd) – 1. miejsce